# Rafael Campo Miranda
Rafael Campo Miranda (Soledad, 7 de agosto de 1918-Barranquilla, 15 de junio de 2024), fue un músico, compositor y centenario colombiano de música popular costeña como porros, cumbias, y otros aires caribeños.

## Biografía
Nació en Soledad, hijo de Juan Bernardo Campo Serrano López y Cándida Miranda Robles, y a los 12 años comenzó a residir en Barranquilla.
Terminó sus estudios secundarios en el Colegio de Barranquilla CODEBA y después estudió en la Escuela de Bellas Artes de Barranquilla. Falleció el 15 de junio de 2024 en Barranquilla.

## Carrera musical
Compuso su música en gran parte relacionada con el Caribe, y sus piezas estuvieron en el repertorio de destacadas orquetas y artistas como Pacho Galán, Chucho Sanoja, Billo's Caracas Boys, La Sonora Matancera, Luis Carlos Meyer,  Bovea y sus vallenatos, Nelson Henríquez, etc.
Sus composiciones fueron: "Playa (Playa, brisa y mar)",  "Recuerdos náufragos (Lamento náufrago)", "Pájaro amarillo",  "Nube viajera", "Entre palmeras", "Unos para todos", "Brisas del Valle", "La cometa", entre otras.

### Lamento Náufrago
Rafael Campo, la compuso alrededor de 1949 / 1950 con el nombre de "Recuerdos Náufragos" y fue grabada en Barranquilla por el sello Discos Tropical, con la orquesta del momposino Juancho Esquivel Camargo y la voz del barranquillero Humberto “Chichi” Meyer.
En el año 1958 en Venezuela sale la versión internacional de Chucho Sanoja en la disquera Discomoda. Sanoja le realizó unos pequeños arreglos y le cambió el nombre a "Lamento Naufrago", y fue interpretada por el vocalista venezolano Chico Salas.
Esta canción, es parte de lo que se conoce como porro atlanticense.